# Rhynchospora jaliscensis
Rhynchospora jaliscensis är en halvgräsart som beskrevs av Mcvaugh. Rhynchospora jaliscensis ingår i släktet småag, och familjen halvgräs. Inga underarter finns listade i Catalogue of Life.